# 568 Cheruskia
568 Cheruskia eller 1905 QS är en asteroid i huvudbältet, som upptäcktes 26 juli 1905 av den tyske astronomen Paul Götz i Heidelberg. Den är uppkallad efter brödraskapet Cheruskia.
Asteroiden har en diameter på ungefär 71 kilometer.